# New-York-Klasse
Die New-York-Klasse war eine Klasse von zwei Schlachtschiffen der United States Navy zwischen 1914 und 1948. Es handelte sich um verbesserte Versionen der Wyoming-Klasse, die nun einen Geschützturm weniger hatten, um das höhere Gewicht der kaliberstärkeren Geschütze und der entsprechend größeren Türme zu kompensieren.

## Konstruktion
Die New-York-Klasse war eine jener Schiffsklassen der USA, die unter dem Eindruck entwickelt wurden, mit England konkurrieren zu müssen. Eine zeitgenössische Entwicklung der Royal Navy, die Orion-Klasse von 1909, trug zehn 13,5-Zoll-(342-mm)-Geschütze in fünf Doppeltürmen. Die neue US Schlachtschiffklasse wurde deshalb mit zehn 14-Zoll-(356-mm)-Kalibern bestückt.

## Technik

### Schiffsmaße
Die Schiffe der New York-Klasse hatten eine Gesamtlänge von 174,7 m, eine Kielwasserlinie von 172,3 m und eine Breite von 29,10 m. Der Tiefgang der Schiffe betrug 8,70 m und die Verdrängung lag zwischen 27.000 und 28.357 tn.l. Während mehrerer Umbauten wurde die Verdrängung der Schiffe auf 29.340 tn.l. bis 34.000 tn.l. bei der New York und auf 29.500 tn.l. bis 32.000 tn.l. erhöht.

### Antrieb
Die Schiffe waren mit je zwei Vierzylinder-Verbunddampfmaschinen ausgestattet, die jeweils eine Welle antrieben und insgesamt 28.100 ihp (20.668 kW) entwickelten, mit der sie eine Höchstgeschwindigkeit von 21 Knoten (39 km/h) erreichten. Jede der Maschinen hatte einen Hochdruckzylinder mit einem Durchmesser von 990 mm, einen Mitteldruckzylinder mit 1.600 mm und einen Niederdruckzylinder mit 2.082 mm Durchmesser. Der Dampf wurde von vierzehn Babcock & Wilcox-Wasserrohrkesseln mit einem Arbeitsdruck von 20 bar geliefert. Die Schiffe konnten maximal 2.850 tn.l. Kohle mitführen, was ihnen bei 10 Knoten (19 km/h) eine Reichweite von 7.060 Seemeilen (13.080 km) ermöglichte. Die Schiffe der New York-Klasse waren die letzte kohlebetriebenen amerikanischen Schlachtschiffe.

### Bewaffnung

#### Hauptbewaffnung
Die Hauptbewaffnung bestand aus zehn 356-mm-Kanonen in fünf Zwillingsgeschütztürmen. Vier der 506 tn.l. schweren Türme befanden sich vor bzw. hinter den Aufbauten, während der fünfte Turm sich in den Aufbauten hinter dem Schornstein befand. Die 16,3 m langen Geschütze hatten einen Seitenrichtbereich von −150 bis +150 Grad. Die Kanonen selbst wogen 64,6 tn.l. und hatten bei einer maximalen Elevation von +15° und einer Mündungsgeschwindigkeit von 792 m/s eine Reichweite von 21.030 m. Sie verschossen 635 kg schwere Granaten mit einer Kadenz von etwa 1,5 Schuss pro Minute. Die seitliche Ausrichtung der Türme erfolgte durch einen 18,6 kW leistenden Elektromotor mit einer Drehgeschwindigkeit von 1,7 Grad pro Sekunde. Die Absenkung und Erhöhung der Rohre erfolgte durch einen 11-kW-Elektromotor, mit der die Kanonen mit einer Geschwindigkeit von 4 Grad/s erhöht und gesenkt wurden. Das Laden erfolgte mit einem 7-kW-Elektromotor ebenfalls elektrisch.

#### Sekundärbewaffnung
Die Sekundärbewaffnung bestand aus einundzwanzig 127-mm-Kanonen, von denen sich jeweils zehn an Back- und Steuerbord in Kasematten und eine am Heck des Schiffes befanden. Die Geschütze waren auf Mk-13-Lafetten mit einem Gewicht von 10,95 tn.l. und einem Seitenrichtbereich von −150 bis +150 Grad montiert. Die Kanonen selbst wogen 5,05 tn.l. und hatten bei einer maximalen Elevation von +15° und einer Mündungsgeschwindigkeit von 960 m/s eine Reichweite von 12.850 m. Die Kadenz lag bei ungefähr 8 bis 9 Schuss pro Minute.

#### Torpedos
Die New York-Klasse war mit vier Mk-1-Torpedorohren ausgestattet, die sich unter der Wasserlinie an den Breitseiten der Schiffe befanden, mit jeweils zwei an Back- und Steuerbord. Zur Verfügung standen zwölf Bliss-Leavit-Mk-3-Torpedos mit einem 99-kg-Sprengkopf und einer Reichweite von 3660 m bei 27 Knoten (50 km/h).

### Panzerung
Die Schiffe der New York-Klasse hatten einen Panzergürtel aus Krupp-Zementstahl. Der Hauptpanzergürtel erstreckte sich auf eine Länge von 95 m (Spant 18 bis Spant 137). Zwischen den Barbetten hatte er eine Dicke von 305 mm und verjüngte sich an seiner unteren Kante auf 254 und hinter der achteren Barbette auf 152 mm. Der Gürtel hatte eine Höhe von 2,42 m, von denen sich 60 cm über und 182 cm unter der Wasserlinie befanden. Darüber verlief ein weiterer Plankengang, der die untere Kasemattenpanzerung bildete und sich bis zum Boden der Geschützpforten erstreckte. An seiner Unterkante war er 279 mm dick und verjüngte sich nach oben auf 229 mm. Die obere Kasemattenpanzerung reichte bis zur Oberkante der Geschützpforten und war 165 mm dick. Das Panzerdeck hatte vor den vorderen Geschütztürmen eine Dicke von 25 mm und erhöhte sich bis nach achtern auf 63,5 mm, wo es sich nach unten neigte, um die Propellerwellen zu schützen. Die Geschütztürme waren zwischen 101 mm und 355 mm stark und ihre darunter liegenden Barbetten 254 mm bis 305 mm stark gepanzert. Der Kommandoturm war rundherum mit 305 mm starker Panzerung geschützt und hatte ein 101 mm dickes Dach.
Der Unterwasserschutz bestand aus einem doppelten Boden der sich vom Kiel über die Wasserlinie bis zum gepanzerten Deck erstreckte. Innen verlief zu beiden Seiten ein Torpedoschott, das die Magazine und Maschinenräume bedeckte. Die äußeren Hohlräume auf beiden Seiten waren durch Ventilausgleichsrohre miteinander verbunden, die bei einer Beschädigung automatisch den gegenüberliegenden Raum fluten sollten, um das Schiff stabil zu halten.

### Energieversorgung
Zur Versorgung mit Strom hatten die Schiffe einen 300-kW-Turbogenerator von General Electric, der 120-Volt-Gleichstrom produzierte.

## Die Schiffe der Klasse
| Name             | Bauwerft                                | Kiellegung         | Stapellauf       | Indienststellung | Verbleib |
| ---------------- | --------------------------------------- | ------------------ | ---------------- | ---------------- | --- |
| New York (BB-34) | New York Naval Shipyard, New York City  | 11. September 1911 | 30. Oktober 1912 | 15. April 1914   | Kurz nach der Indienststellung war sie im Zuge des Tampico-Zwischenfalls vor Mexiko eingesetzt. Sie diente nach dem Kriegseintritt der USA im Ersten Weltkrieg. Ab 1917 wurde sie mit der Royal Navy eingesetzt. Dabei rammte sie ein deutsches U-Boot und einer ihrer Propeller wurde beschädigt. Nach dem Krieg wurde sie mehrfach modernisiert und befand sich beim Ausbruch des Pazifikkrieges ebenfalls in der Werft. Sie unterstützte alliierte Landungen in Afrika und Frankreich, verlegte in den Pazifik, wo sie die Landungen auf Iwo Jima als auch Okinawa deckte. Vor Iwo Jima wurde sie von einem Kamikaze-Flieger getroffen. Nach dem Kriegsende wurde das Schiff beim Atombombentest Operation Crossroads beschädigt und schließlich 1948 im Pazifik versenkt. |
| Texas (BB-35)    | Newport News Shipbuilding, Newport News | 17. April 1911     | 18. Mai 1912     | 12. März 1914    | Kurz nach ihrem Dienstantritt kam es zum Tampico-Zwischenfall zwischen Mexiko und den USA, im Zuge dessen die USS Texas in den Gewässern vor der Stadt Vera Cruz eingesetzt war. Nach dem Kriegseintritt der USA in den Ersten Weltkrieg war das Schiff im Atlantik unterwegs und wurde durch Grundberührung vor Block Island 1917 schwer beschädigt. Sie führte bis zum Kriegsende 1918 gemeinsam mit der Homefleet einige Einsätze durch und wurde nach dem Krieg umfassend modernisiert. 1927 war sie Flaggschiff der US Navy. Im Zweiten Weltkrieg war sie zunächst zu Geleitaufgaben abgestellt, unterstützte aber im Herbst 1942 die Landung der Alliierten in Nordafrika und im Sommer 1944 die Landung in der Normandie. Sie verlegte in den Pazifik und beschoss zur Unterstützung amerikanischer Landungstruppen japanische Stellungen auf Okinawa. Nach dem Krieg, im Jahre 1947, setzten sich Interessierte für den Erhalt des Schiffes ein, und es wurde nahe Houston als Museum der Öffentlichkeit zugänglich gemacht. |